# Мох, Андрей Владимирович
Андре́й Влади́мирович Мох (20 октября 1965, Томск, РСФСР, СССР) — советский и российский футболист, защитник. Мастер спорта СССР (1984).

## Биография
Известен по выступлениям за московские клубы ЦСКА, «Динамо» и «Спартак». В высшей лиге чемпионата СССР сыграл 78 матчей, забил 3 мяча.
Зимой 1992 года вместе с партнерами по ЦСКА Дмитрием Кузнецовым, Игорем Корнеевым и Дмитрием Галяминым, согласился на переход в испанский «Эспаньол». В команде провел 1,5 года и вынужден был покинуть ее летом 1993 года после прихода на тренерский пост Хосе Антонио Камачо.
В Испании играл на протяжении восьми сезонов, выступал за «Эспаньол», «Толедо», «Эркулес» и «Леганес». Во всех испанских командах был твёрдым игроком основы. В Примере сыграл 73 матча, забил 1 мяч.
После завершения игровой карьеры в 1999 году остался в Испании, работал помощником тренера Педро Браохоса в хихонском «Спортинге» и клубе «Реал Хаен», учился на тренерских курсах, однако занялся бизнесом.

## Карьера в сборных
Сыграл 2 матча за сборную СССР и 1 матч за сборную России:
- 21 ноября 1990. Товарищеский матч. США — СССР 0:0. 90 минут; «Динамо» Москва
- 30 ноября 1990. Товарищеский матч. Гватемала — СССР 0:3. 90 минут; «Динамо» Москва
- 24 марта 1993. Товарищеский матч. Израиль — Россия 2:2. 90 минут; «Эспаньол»

В 1985 году в составе молодёжной сборной СССР занял четвёртое место на чемпионате мира в СССР.

## Достижения
- Победитель в первой лиге СССР: 1986; ЦСКА Москва, выход в Высшую лигу СССР
- Бронзовый призёр чемпионата СССР (1): 1990; «Динамо» Москва
- Серебряный призёр чемпионата СССР (1): 1991; «Спартак» Москва
- Обладатель Кубка СССР: 1991/1992